# Bezirk Klaipėda
Der Bezirk Klaipėda (deutsch Bezirk Memel) ist einer der zehn Verwaltungsbezirke, die  die oberste Stufe der Verwaltungseinteilung Litauens bildeten. Von 1994 bis zum 30. Juni 2010 gab es die Verwaltung und den Vorsteher des Bezirks Klaipėda. Im südlichen Gebiet Klaipėda bestand früher der Landkreis Memel.
Er umfasst die gesamte Ostseeküste Litauens, ein Teil der historischen Regionen Memelland und Niederlitauen (Schemaitien / Žemaitija). Der Bezirk grenzt im Norden an Lettland und im Süden mit der Oblast Kaliningrad an Russland.

## Verwaltungsgliederung
Der Bezirk Klaipėda ist in sieben Selbstverwaltungsgemeinden unterteilt. (Einwohner am 1. Januar 2006)

### Stadtgemeinden
- Stadtgemeinde Klaipėda (187.325)
- Stadtgemeinde Palanga (17.675)

### Rajongemeinden
- Rajongemeinde Klaipėda (48.424)
- Rajongemeinde Kretinga (45.916)
- Rajongemeinde Šilutė (53.727)
- Rajongemeinde Skuodas (24.539)

### Gemeinde
- Gemeinde Neringa (3.019)

## Ethnische Zusammensetzung
Volkszählung 2011:
- Litauer – 85,64 % (290 369);
- Russen – 10,4 % (35 265);
- Ukrainer – 1,04 % (3 542);
- Weißrussen – 0,88 % (2 982);
- Deutsche – 0,22 % (754);
- Polen – 0,22 % (748);
- Letten – 0,13 % (436);
- andere – 1,46 % (4966)

## Leitung
- 1995–1997: Jurgis Aušra
- 1997–2000: Laisvūnas Kavaliauskas
- 2000–2005: Virginija Lukošienė
- 2006–2008: Vytautas Rinkevičius
- 2008–2010: Arūnas Burkšas